# فاطیما ابراهیمی

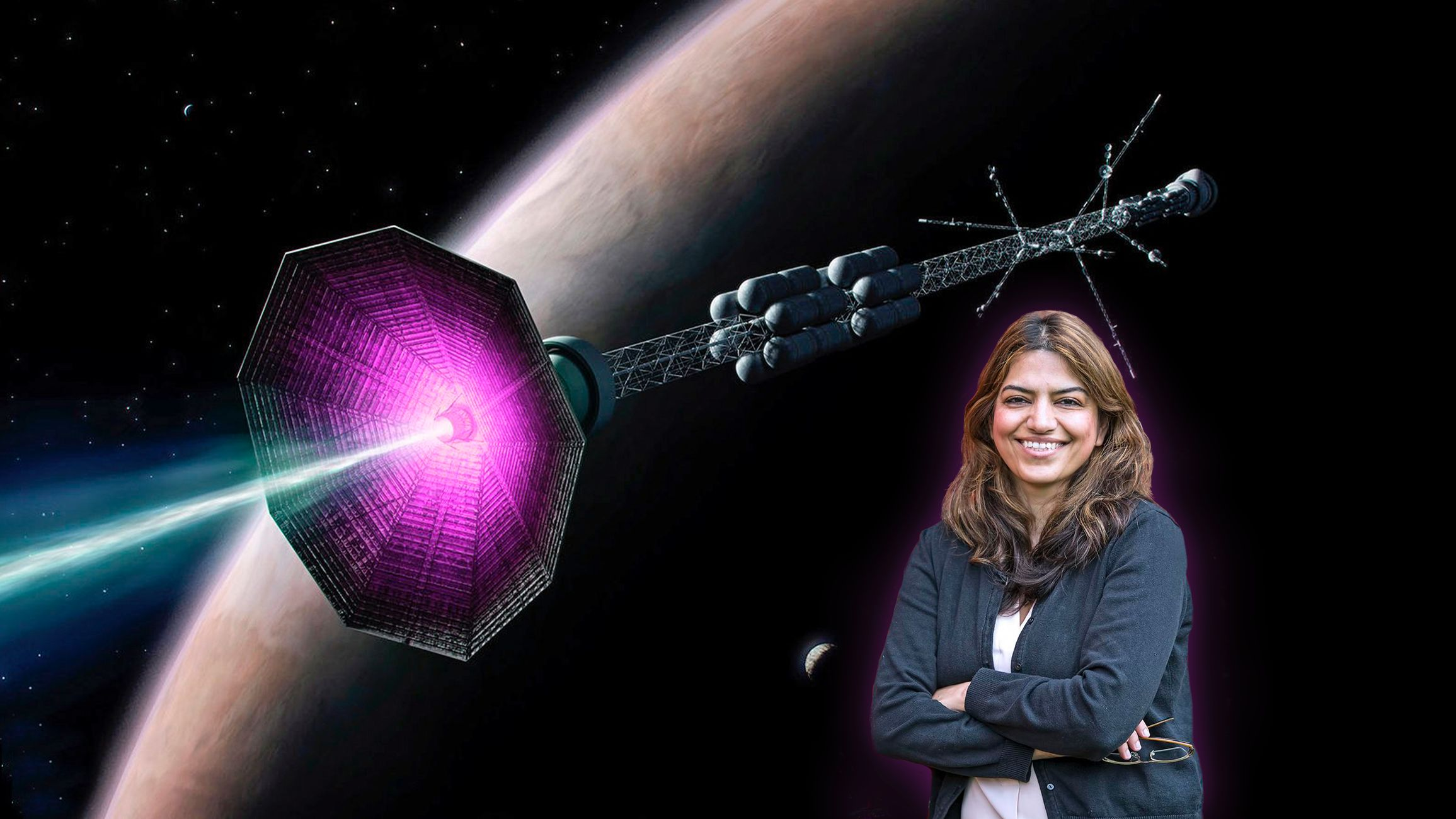
فاطمه ابراهیمی فیزیکدان PPPL در مقابل تصور یک هنرمند از موشک همجوشی

فاطیما ابراهیمی فیزیکدان و مخترع ایرانی-آمریکایی است. او تحقیقات نظری و محاسباتی را در زمینه فیزیک پلاسما برای کاربردهایی از جمله انرژی همجوشی، فضا و پلاسماهای اخترفیزیکی انجام می‌دهد. ابراهیمی در میانه‌های جنگ ایران و عراق به دلیل جنگ به آمریکا پناهنده شد.

## زندگی‌نامه
فاطیما ابراهیمی متولد تهران است. ابراهیمی به ترتیب در سال‌های ۱۹۹۳ و ۱۹۹۶ مدرک‌های کارشناسی و کارشناسی ارشد خود را در رشته فیزیک از دانشگاه صنعتی امیرکبیر دریافت کرد. سپس در سال ۲۰۰۳ تحت نظارت استوارت پراگر در رشته فیزیک پلاسما، مدرک کارشناسی ارشد خود را از دانشگاه ویسکانسین مدیسون دریافت کرد. رویکرد او به فیزیک پلاسما به عنوان ابزاری برای به‌کارگیری دانش حاصل از تحقیقات همجوشی در آزمایشگاه و در اخترفیزیک و بالعکس بسیار برجسته است. او یک فیزیکدان محقق مستقل در دپارتمان تئوری آزمایشگاه فیزیک پلاسما پرینستون است و به عنوان یک محقق وابسته در گروه علوم اخترفیزیک دانشگاه پرینستون نیز شناخته می‌شود.
برجسته‌ترین کمک ابراهیمی به علم، تحقیق او در مورد چگونگی استفاده از پلاسموئیدها (پلاسمایی محصور در میدان مغناطیسی) برای ایجاد جریان اولیه پلاسمایی در توکاماک‌های کروی فشرده و تولید نیروی رانش برای پیشرانش فضایی است. ایده ساخت این نوع از رانشگر در سال ۲۰۱۷ به ذهن ابراهیمی رسیده است و او درمورد چگونگی این اتفاق می‌گوید:
من مدتی است که در حال بررسی این رانشگر هستم. سال ۲۰۱۷ نشسته بودم و به شباهت‌های اگزوز یا خروجی ماشین با ذرات پرسرعت فکر می‌کردم که این ایده به ذهنم رسید.
محرکه فیوژن پیشنهادی می‌تواند ده برابر سریع‌تر از محرکه‌های کنونی به مریخ برسد. او در رابطه با مزایای محرکه خود می‌گوید:
سایر رانشگرها به گاز سنگین ساخته شده از اتم‌هایی مانند زنون نیاز دارند، اما در این رانشگر جدید می‌توانید از هر نوع گازی که می‌خواهید استفاده کنید.
او موتور محرکه پلاسمایی-الکترومغناطیسی پیشنهادی او از اتصال مجدد مغناطیسی برای تبدیل انرژی مغناطیسی به انرژی جنبشی استفاده می‌کند و مکانیسم فیزیکی تولید شراره‌های خورشیدی را شبیه‌سازی می‌کند. این شبیه‌سازی‌ها روی ابررایانه‌های مرکز ملی محاسبات علمی تحقیقات انرژی پردازش شد و نشان داد که رانش و نیروی محرکه با بیرون راندن پلاسموئیدها به‌طور مداوم ایجاد می‌شود و این نیروی محرکه تا زمانی که مارپیچ مغناطیسی به یک کانال رانش حلقوی تزریق می‌شود ادامه می‌یابد.
ابراهیمی در دانشگاه پرینستون یک حق اختراع در انتظار ثبت برای این فناوری رانشگر دارد، که ممکن است به عنوان محرک ابراهیمی شناخته شود. این موتوری الهام گرفته از راکتورهای همجوشی، قدرت باورنکردنی پرتاب اجرام با قدرتی برابر با قدرت شراره‌های خورشیدی را دارا است. ابراهیمی همچنین تحقیقاتی در مورد ناپایداری مغناطیسی چرخشی انجام داده است و در شبیه‌سازی‌های جهانی اهمیت آن را برای بررسی نظریه دینامو در دیسک‌های اخترفیزیکی و برای اتصال مجدد پلاسموئیدها نشان داده است. در حال حاضر او با استفاده از شبیه‌سازی‌های کامپیوتری به دنبال کشف اساس فیزیکی روشی است که طراحی این رانشگرها را ساده کند و نیز از اندازه و هزینه آنها بکاهد و به این ترتیب به «خلق یک منبع نامحدود انرژی پاک و تجدیدپذیر» نزدیکتر شود که هدف اصلی پژوهش‌های انرژی است.